# Fàbrica de productes químics de Joan Gualbert Subirà
La Fàbrica de productes químics de Joan Gualbert Subirà, actualment desapareguda, era situada als carrers de Ferlandina i de Joaquín Costa del Raval de Barcelona.

## Història

### Palau
Segons la documentació notarial, Jaume Desbrull i de Peramola, senyor de Peramola, va adquirir el 1547 una casa amb hort al darrere del Convent dels Àngels a Galceran Albanell. A la dècada del 1630, el casal era habitat per García Álvarez de Toledo y Mendoza, marquès de Villafranca del Bierzo i duc de Fernandina, que acabaria donant nom a la finca, i per extensió al carrer. Essent almirall de les galeres del rei d'Espanya, va atreure l'odi de la població, i el 12 de maig del 1640, durant la Revolta dels Segadors, hagué de refugiar-se a les Drassanes amb el comte de Santa Coloma.
El 1831, el baró Pedro de Alcántara de Navarrete y de la Torre (1802-1855) va demanar permís per a reedificar una part de la tanca de l'hort d'en Ferlandina, que resseguia gran part de la vora del carrer, conegut antigament com a Cap de Tàpies. El 1833, després d'un incendi que desvastà el seu palau, situat als carrers de la Mercè i de les Pulleres (actualment de Louis Braille), va establir en emfiteusi el del carrer de Ferlandina (que es trobava en mal estat) al comerciant i terratinent Rafael Sabadell i Barnús, amb l'obligació d'invertir-hi en millores 3.000 lliures en el termini de tres anys. En aquesta època, Sabadell i altres propietaris de la zona promogueren l'obertura de diversos carrers, entre ells el de Ponent (actualment Joaquín Costa), que anava del del Peu de la Creu fins al de Ferlandina.

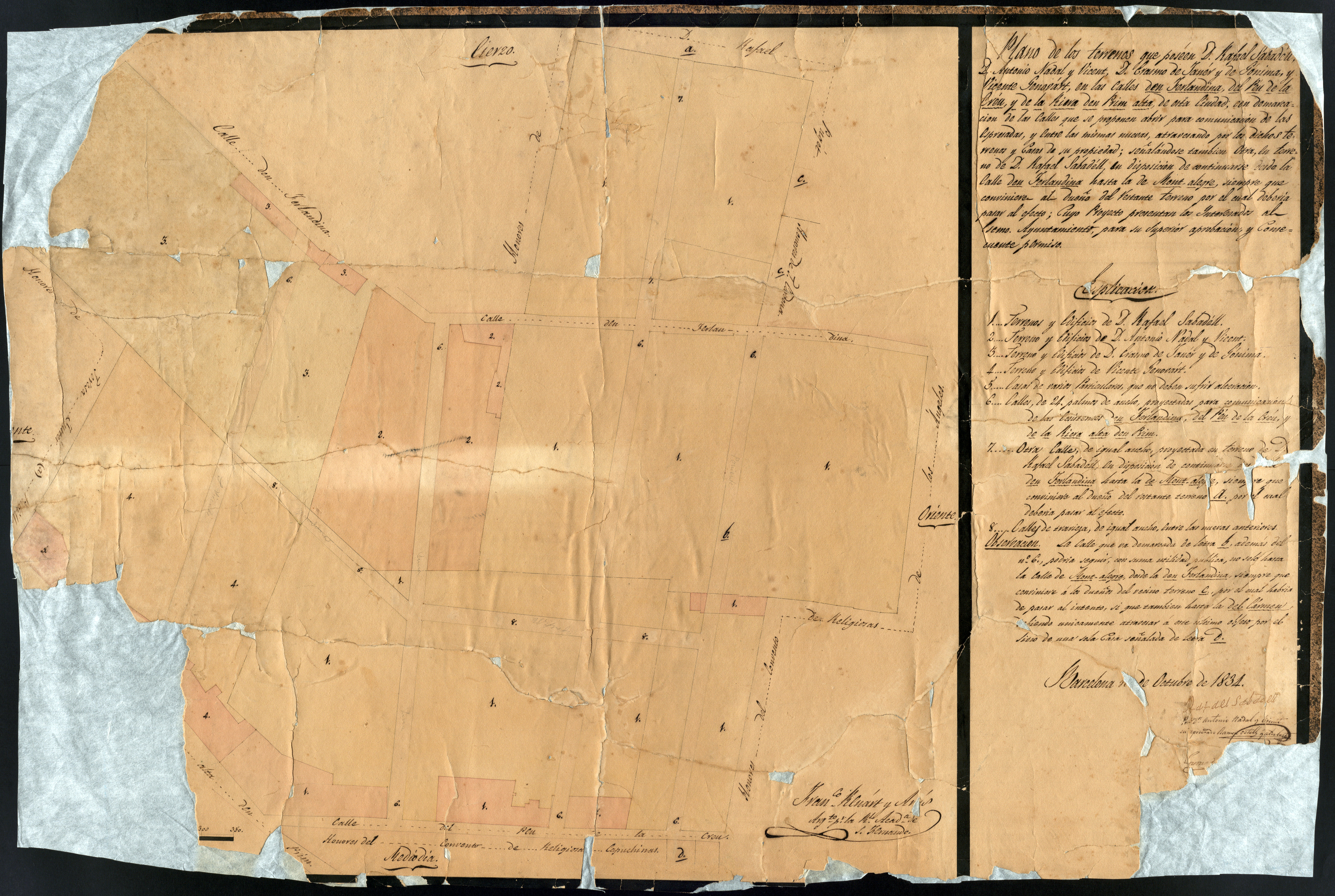
Plànol de la zona dels carrers de Ferlandina, Peu de la Creu i Riera d'en Prim alta, amb la proposta d'obertura de nous carrers pels propietaris Rafael Sabadell, Antoni Nadal i Vicent, Erasme de Janer i de Gònima i Vicenç Genovart (1834)

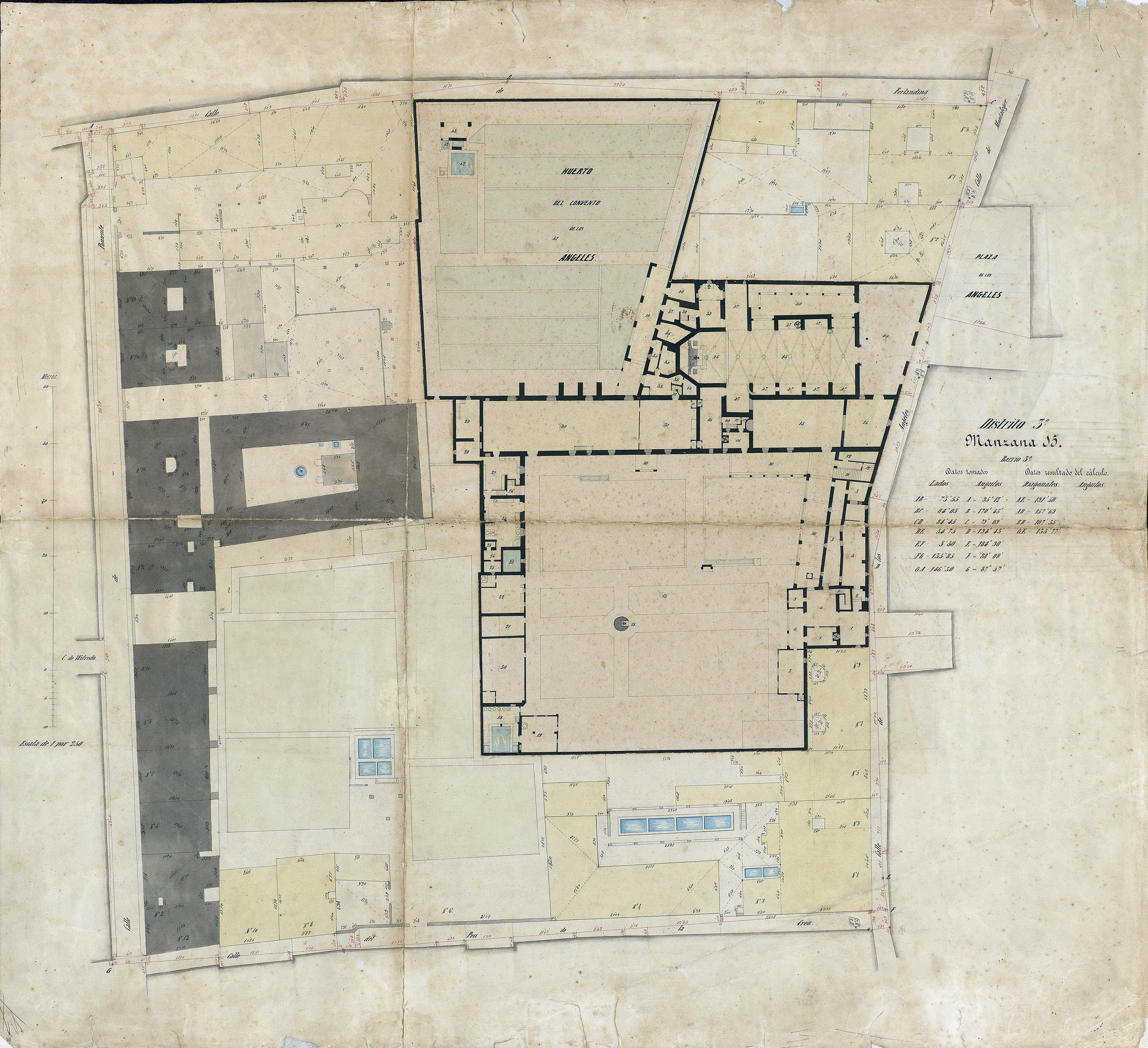
Quarteró núm. 53 de Garriga i Roca (c. 1860)

### Fàbrica
El 1837, els fabricants de productes químics Joan Gualbert Subirà i Amils i Ramon Monroig i Valls iniciaren la producció de clorur de calci decolorant, que va merèixer una medalla d'argent a l’Exposició de Madrid del 1841. Posteriorment, fabricaren àcids, però després de l'Exposició de Barcelona del 1844, Monroig decidí separar-se i dedicar-se als colorants. Subirà s'instal·là a l'antic casal del carrer de Ferlandina, on tenia una col·lecció de monedes, i segons Víctor Balaguer, encara hi havia restes dels enteixinats dels salons i alguns finestrals de la galeria que el coronava.
El 1845, participà amb àcid sulfúric a l'Exposició de Madrid, on tornà a guanyar la medalla d'argent. El 1850, hi guanyà una menció d'honor amb nitrat de plom, amoníac, sulfat de sodi, àcid nítric i àcid muriàtic (clorhídric). El 1857, va ampliar les instal·lacions amb una parcel·la veïna (que havia format part de l'hort) adquirida en emfiteusi a Ramon Salvadó, gerent de la societat La Propagadora del Gas. El 1860, es va presentar a l'Exposició Industrial de Barcelona, rebent els elogis del cronista Francisco de Orellana.
Va morir el 1865, i amb ell la seva fàbrica, que s'anunciava així als anuaris de l'època: «Poniente, 18 y 24, fábrica de productos químicos. Ácidos sulfúrico, nitrico y muriatico. Sulfatos de sosa y de magnesia. Nitratos de plomo y de cobre. Sal de estaño. Mordientes para la tintura. Barnices. D. Juan Gualberto Subirá.». El seu inventari post mortem descriu quatre «quadres» de planta baixa, que acollien nombrosos elements de maquinària, tals com fogons, cambres de plom per a fabricar àcid sulfúric, calderes de coure i ferro, i altres utensilis. Posteriorment, els terrenys del palau foren parcel·lats i s'hi construïren edificis com les cases del carrer de Ponent, 30-32 i de Ferlandina, 35, projectades el 1868 pel mestre d'obres Francesc Batlle i Felip per a Magí Vallbé.